# Burnatia enneandra
Burnatia es un género monotípico de plantas acuáticas de la familia Alismataceae. Su única especie, Burnatia enneandra Micheli in A.L.P.P.de Candolle & A.C.P.de Candolle, es originaria del sur de África tropical.

## Descripción
Es una planta acuática herbácea de hasta 1 m de altura. Las hojas están total o parcialmente sumergidas y tienen un pecíolo aplanado de hasta 60 cm de largo, cada vez más amplio para formar una lámina linear a lanceoladas arriba, de hasta 18 cm de largo y 3 cm de ancho, pero muy variable. La inflorescencia está formada de pseudo-umbelas ramificadas con pequeñas flores en pedúnculos filiformes de hasta 1 cm de largo; sépalos orbiculares, cóncava, 4 mm de largo, de color verde pálido, los pétalos de 1-2-5 mm de largos y estrechos; estambres incluidos, blanco, verde. La inflorescencia femenina más pequeña que el macho con menos ramas y las flores subsésiles. El fruto en forma de aquenios negros, de 1.5 mm de largo.

## Distribución y hábitat
Está extendida en el África tropical. Registrada desde el norte de África Sudoccidental hasta la Franja de Caprivi donde es localmente común. 

## Taxonomía
Burnatia enneandra fue descrita por Marc Micheli y publicado en Monographiae Phanerogamarum 3: 81. 1881.
Sinonimia
- Alisma enneandrum Hochst. ex Micheli in A.L.P.P.de Candolle & A.C.P.de Candolle (1881), nom. inval.
- Echinodorus schinzii Buchenau (1896).
- Rautanenia schinzii (Buchenau) Buchenau (1897).
- Burnatia alismatoides Peter (1928).
- Burnatia oblonga Peter (1928).
- Burnatia alismatoides var. elliptica Peter (1929).
- Burnatia enneandra var. linearis Peter (1929).[4]